# Clube Desportivo da Huíla
El Clube Desportivo da Huíla es un club de fútbol angoleño de la ciudad de Lubango.

## Historia
Fue fundado en el año 1998 en la ciudad de Lubango y también cuenta con una sección en baloncesto. Nunca ha sido campeón de liga ni han obtenido logros importantes en su historia.
A nivel internacional han participado en un torneo continental, la Copa Confederación de la CAF 2014, en la cual fueron eliminados en la primera ronda por el CA Bizertin de Túnez.

## Palmarés
- Supercopa de Angola: 1

2022
- Campeonato Provincial da Huíla: 2001[6]

## Participación en competiciones de la CAF
| Temporada | Torneo                       | Ronda      | Club        | Casa | Visita | Global |
| --------- | ---------------------------- | ---------- | ----------- | ---- | ------ | ------ |
| 2014      | Copa Confederación de la CAF | Preliminar | CF Mounana  | 3-0  | 1-3    | 4-3    |
| 2014      | Copa Confederación de la CAF | 1          | CA Bizertin | 0-1  | 0-2    | 0-3    |

## Entrenadores
- Manú (~2001–~2002)[7][8]
- Arnaldo Chaves (~2002)[9][10]
- Augusto Camati (2002)[11]
- Daniel Ndunguidi (2003)[12][13]
- Manú (2003)[14]
- João Machado (2003)[15][16][17][18]
- António Barbosa (2004)[19][20]
- Humberto Chaves (2004–2006)[21][22]
- Lourenço Caquinda (interino-2006-?)[22]
- Agostinho Tramagal (2006-2008)[23][24][25]
- António Barbosa (2008–2010)[25][26]
- Finda Mozer (2010–2011)[26][27]
- Mário Soares (marzo de 2012-2014)[28][29][30][31]
- Lacerda Chipongue (interino- 2014–2014)[30][31][32]
- Ivo Traça (2014–2017)[33][30]
- Mário Soares (2017–2020)[34][35]
- André Makanga (2020–2021)[36][37]
- Mário Soares (2021–2022)[38][39]
- Paulo Torres (2022–presente)[3]